# NGC 5204
NGC 5204 is een spiraalvormig sterrenstelsel in het sterrenbeeld Grote Beer. Het hemelobject ligt 14,5 miljoen lichtjaar van de Aarde verwijderd en werd op 24 april 1789 ontdekt door de Duits-Britse astronoom William Herschel.

## Synoniemen
- UGC 8490
- MCG 10-19-78
- ZWG 294.39
- IRAS 13277+5840
- PGC 47368